# What Did You Eat Yesterday ?
What Did You Eat Yesterday ? (きのう何食べた?, Kinō nani tabeta?) est un seinen manga de Fumi Yoshinaga, prépublié dans le magazine Morning depuis février 2007 et publié par l'éditeur Kōdansha en un total de 23 volumes reliés. La version française est publiée par Soleil Productions dans la collection Soleil Manga depuis janvier 2024.
La série est adaptée en un drama diffusé sur TV Tokyo à partir du 5 avril 2019. Un film en prises de vue réelles sort en novembre 2021.

## Synopsis
La série suit la relation entre Shiro Kakei et Kenji Yabuki, un couple homosexuel vivant à Tokyo.

## Médias

### Manga
What Did You Eat Yesterday ?, scénarisé et dessiné par Fumi Yoshinaga, est prépublié dans le magazine Morning depuis le 22 février 2007 et publié au format tankōbon par Kōdansha avec un premier volume sorti le 22 novembre 2007.
La version anglaise est publiée en Amérique du Nord par Vertical avec un premier volume sorti le 25 mars 2014.
La version française est publiée par Soleil Productions en volumes doubles dans la collection Soleil Manga sous le label « Gourmet » avec un premier tome prévu pour janvier 2024.

### Série télévisée
Une adaptation sous la forme d'un drama est annoncée dans le magazine Morning du 23 janvier 2019. Le même jour, TV Tokyo annonce que le casting de la série sera composé de Hidetoshi Nishijima dans le rôle de Shiro, Seiyō Uchino (en) dans le rôle de Kenji, avec Naoko Adachi comme scénariste et Kazuhito Nakae, Katsumi Nojiri et Kenji Katagiri comme réalisateurs,. La série est diffusée dans la case horaire Drama24 de TV Tokyo du 5 avril 2019 au 28 juin 2019, avec un épisode spécial de 90 minutes diffusé le 1er janvier 2020. Le générique d'ouverture, Kaerimichi, est interprété par Overground Acoustic Underground, tandis que le générique de fin, i o you, est interprété par le groupe Friends.
Le 27 mars 2020, Tōhō annonce la production d'un film en prise de vue réelles faisant suite à la série télévisée, les mêmes acteurs reprenant leur rôle et Nakae et Adachi respectivement réalisant et scénarisant le long métrage,. Le film sort le 3 novembre 2021. Une deuxième saison du drama est annoncée en mai 2023 et prévue pour octobre 2023.

### Autres
Une série dérivée yaoi dōjinshi, Kenji to Shiro-san (ケンジとシロさん), est publiée par Fumi Yoshinaga depuis 2015. La série dépeint des scènes évoquées dans le manga original, dont les rencontres intimes entre Kenji et Shiro. Des numéros de la série ont été vendus par Yoshinaga au Comiket.
Un livre de cuisine contenant des recettes préparées dans le drama, Official Guidebook & Recipes: What Did You Eat Yesterday? ～Shiro's Simple Recipes～ (公式ガイド＆レシピ　きのう何食べた？　～シロさんの簡単レシピ～), est publié par Kōdansha en avril 2019.
En 2019, une exposition présentant des décors et accessoires utilisés dans la série télévisée et des reproductions de pages du manga original, est organisée à Tokyo entre juin et juillet, à Nagoya entre août et septembre et à Osaka en septembre.

## Accueil

### Manga
Cinq millions d'exemplaires de l'édition japonaise sont imprimés en janvier 2019 et 8,4 millions en octobre 2022.
La série a reçu des commentaires positifs de la part des critiques, notamment concernant sa présentation réaliste de la vie d'un couple homosexuel au Japon, et est présenté comme l'une des premières œuvres grand public mettant en scène la cohabitation d'un couple d'hommes gay. Katherine Dacey de Manga Bookshelf loue la série pour sa mise en valeur des « réalités de la vie gay au Japon décrites d'une manière si concrète », sans être « prêcheur ou morne ». Melissa Padilla de ComicsVerse cite l'œuvre comme une série qui subvertit les tropes typiques des mangas et des anime LGBTQ, notant qu'elle comprend une « représentation réaliste d'un couple gay adulte plutôt qu'étudiants du secondaire ou d'université » et qu'elle « aborde les questions relatives à l'homosexualité tout en maintenant un rythme de vie tranquille ».
What Did You Eat Yesterday ? est nommé pour le 1er Grand prix du manga en 2008. En 2019, la série remporte le Prix du manga Kōdansha dans la catégorie générale. La série est sélectionnée trois fois parmi les « Livres de l'année » du magazine Da Vinci de Media Factory, classée 6e en 2014, 50e en 2016 et 2e en 2020.

### Drama
What Did You Eat Yesterday ? est la série télévisée la plus nommée lors du 101e Television Drama Academy Awards (ザテレビジョンドラマアカデミー賞#歴代受賞作品) de Kadokawa, remportant le prix de la meilleure série télévisée, le prix du meilleur acteur dans un rôle principal pour Seiyō Uchino (avec Hidetoshi Nishijima se plaçant second), le prix du meilleur scénario pour Naoko Adachi et celui du meilleur réalisateur pour Kazuhito Nakae, Katsumi Nojiri et Kenshi Katagiri. Le 16e Confidence Award Drama Prize (コンフィデンスアワード・ドラマ賞) décerné par Oricon récompense le drama du prix de la meilleure série télévisée et du meilleur acteur dans un rôle principal pour Nishijima et Uchino à la fois. Le drama remporte également le Galaxy Award de juillet 2019 décerné par le conseil japonais pour une meilleure radio et télévision.